# Носко Григорій Михайлович
Носко Григорій Михайлович (* 16 грудня 1910, Іванівка, Слов'яносербія, Катеринославська губернія, Російська імперія — † 20 січня 1980, Кілія, Одеська область, УРСР) — радянський футболіст, півзахисник ворошиловградського «Дзержинця», чемпіон УРСР.

## Біографія
Народився у 1910 році в селі Іванівка, Слов'яносербія, Катеринославська губернія, Російська імперія (зараз Луганська область). Проживав у місті Луганськ. Закінчив машинобудівний технікум. Працював на Луганському паровозобудівному заводі. Був одружений. Мав двох дітей. Син — Носко Леонід Григорович. Дочка — Носко Лідія Григорівна. Онук — Носко Павло Леонідович. Брав участь у Німецько-радянській війні. В період з 1945 по 1949 рік служив військовим у різних військових частинах СРСР. Згодом переїхав до міста Кілія. Помер у 1980 році. Похований в Кілії.

## Футбольний шлях
Був капітаном команди машинобудівного технікуму. У 1930 році його команда об'єдналась з командою будівного технікуму і виграла чемпіонат міста. Після грав у команді заводу. У 1936 році став основним гравцем ворошиловградського «Дзержинця». Протягом 1936–1940 років брав участь у більш ніж 50 іграх різних чемпіонатів УРСР та СРСР. У 1937 и 1939 роках був капітаном «Дзержинця».
У 1937 році команда «Дзержинець» пробилася у 1/16 фіналу Кубку СРСР. 1938 року виграла чемпіонат УРСР. У 1939 році потрапила до 1/16 фіналу Кубку СРСР та зайняла 16 місце у групі «Б» Чемпіонату СРСР.

## Воєнний шлях
Після початку Німецько-радянської війні у 1941 році мобілізований до лав Червоної армії. У званні лейтенант був командиром 139-ї мобільної танкоремонтної бази 32-го мотострілецького полку 18-го танкового корпусу. Воював на Сталінградському, Південно-Західному, Степовому, 2-му Українському та 3-му Українському фронтах. За забезпечення ефективної роботи з ремонту бойових машин нагороджений орденом Червоної зірки (1943 рік) та орденом Вітчизняної війни 2-го ступеня (1945 рік).